# Nove de Julho (escola de samba)
Grêmio Recreativo Carnavalesco Escola de Samba Nove de Julho (GRCES 9 de Julho) é uma escola de samba da cidade de Bragança Paulista, no interior do estado de São Paulo. Foi fundada em 1 de Maio de 1962, suas cores são o vermelho e o branco. Já conquistou o carnaval de sua cidade 18 vezes.

## História
No início dos anos 60, um grupo de jovens do Taboão resolveu formar um bloco, com objetivo de se reunir para a realização de viagens e excursões. Aproveitando a existência dos blocos da época, “Boca de Fogo” (Lavapés) e das “Bruxas” (Centro), o pessoal improvisou alguns instrumentos com tambores de carbureto para desfilarem no Carnaval.
No segundo ano, entusiasmados com o resultado obtido, o grupo de amigos decidiu organizar uma escola de samba. A fundação aconteceu no dia 1º de maio de 1962, sendo a denominação de Grêmio Recreativo Cultural Escola de Samba Nove de Julho, uma homenagem à praça do bairro onde se reuniam os jovens da época. A partir de 1969 o Bloco foi elevado a condição de Escola de Samba. Entre os fundadores da escola destacam-se os irmãos Antonio José e Benedito Silva, Jaú, Carlinhos, Xandu, Pelézáo, Chico Teixeira, Arizinho, Dirceu e Djair.
A mudança das cores para vermelho e branco (inicialmente eram verde e vermelha), teve também como intenção homenagear o Ferroviários Atlético Clube, que muito colaborou com o início da escola cedendo sua sede para guardar os instrumentos e outros materiais.
Os ensaios eram feitos na rua José Domingues, em frente o antigo Bar do Pitocco e na sede social do FAC, até a construção da sede própria, hoje na Avenida Alpheu Grimelo, às margens do Lago do Taboão. De 1962 para cá, a escola conquistou os seguintes títulos: 1972, 1974, 1975, 1978, 1980, 1981, 1986, 1987, 1994, 1995, 2011, 2012, 2013, 2014, 2016, 2019, 2020 e 2023 Em 2009, sua escola de samba mirim, a Novinhos de Julho, que estava inativa, voltou a desfilar.
Sagrou-se tetra-campeã em 2011, 2012, 2013 e 2014.
Consagrou-se tri campeã em 2019, 2020 e 2023. 
Em 2016, sem recursos da Prefeitura, a escola foi uma das duas únicas que se apresentaram assim mesmo, junto com a Dragão Imperial. Ambas empataram e foram consideradas campeãs do Carnaval.

## Carnavais
| Ano  | Colocação                                                              | Grupo                                                                  | Enredo                                                                                            | Carnavalesco                                                           | Intérprete                                                             | Ref. |
| ---- | ---------------------------------------------------------------------- | ---------------------------------------------------------------------- | ------------------------------------------------------------------------------------------------- | ---------------------------------------------------------------------- | ---------------------------------------------------------------------- | ---- |
| 1972 | Campeã                                                                 | Especial                                                               |                                                                                                   |                                                                        |                                                                        |      |
| 1974 | Campeã                                                                 | Especial                                                               |                                                                                                   |                                                                        |                                                                        |      |
| 1975 | Campeã                                                                 | Especial                                                               |                                                                                                   |                                                                        |                                                                        |      |
| 1978 | Campeã                                                                 | Especial                                                               | Xica da Silva                                                                                     | Natal Pereira                                                          |                                                                        |      |
| 1980 | Campeã                                                                 | Especial                                                               | Zumbi dos Palmares                                                                                | Wagner Azevedo (Zuzu)                                                  |                                                                        |      |
| 1981 | Campeã                                                                 | Especial                                                               | Marquesa de Santos                                                                                | Wagner Azevedo (Zuzu)                                                  |                                                                        |      |
| 1984 |                                                                        | Especial                                                               | Ecologia é Sonhar                                                                                 |                                                                        |                                                                        |      |
| 1986 | Campeã                                                                 | Especial                                                               | Com Deuses do Olimpo o Carnaval eu Brinco                                                         | José Rabello                                                           |                                                                        |      |
| 1987 | Campeã                                                                 | Especial                                                               | Alegria Alegria                                                                                   |                                                                        |                                                                        |      |
| 1991 |                                                                        | Especial                                                               | Quilombo dos Palmares                                                                             |                                                                        |                                                                        |      |
| 1994 | Campeã                                                                 | Especial                                                               | Ponce de leon em busca da fonte da juventudi                                                      | Avelino Gomes                                                          |                                                                        |      |
| 1995 | Campeã                                                                 | Especial                                                               | Sem Você Não Vivo                                                                                 | Tito A. Filho                                                          |                                                                        |      |
| 1996 | 2º Lugar                                                               | Especial                                                               | Epopéia de Gigantes                                                                               | Francisco A. Derolle                                                   |                                                                        |      |
| 1997 | -                                                                      | Especial                                                               |                                                                                                   |                                                                        |                                                                        |      |
| 1998 | -                                                                      | Especial                                                               |                                                                                                   |                                                                        |                                                                        |      |
| 1999 | 3º Lugar                                                               | Especial                                                               | Sonho do Olimpo na noite de esplendor                                                             | Avelino Gomes                                                          |                                                                        |      |
| 2000 | 3° Lugar                                                               | Especial                                                               | Carnaval na Avenida, Circo da Vida                                                                | André Acedo                                                            |                                                                        |      |
| 2001 | 2º Lugar                                                               | Especial                                                               | 9 de Julho, a revolução                                                                           | André Acedo                                                            |                                                                        |      |
| 2002 | 2º Lugar                                                               | Especial                                                               | O mundo místico e a cultura cigana                                                                | Eduardo Rojo                                                           |                                                                        |      |
| 2003 | 3º Lugar                                                               | Especial                                                               | Do Líbano à Bragança 50 anos de amizade                                                           | Eduardo Rojo                                                           |                                                                        |      |
| 2004 | 4º Lugar                                                               | Especial                                                               | Cacau, presente dos deuses para os homens                                                         | Eduardo Rojo                                                           |                                                                        |      |
| 2005 | 2º Lugar                                                               | Especial                                                               | As Faces das 5 Deusas de um Povo 5 Estrelas                                                       | Eduardo Rojo                                                           |                                                                        |      |
| 2006 | 2º Lugar                                                               | Especial                                                               | Asas ao mundo                                                                                     | Eduardo Rojo                                                           |                                                                        |      |
| 2007 | 4º Lugar                                                               | Especial                                                               | O fogo que aquece a vida, ilumina o universo                                                      | Eduardo Rojo                                                           |                                                                        |      |
| 2008 | 2º Lugar                                                               | Especial                                                               | Brasil Japão, 100 anos de imigração                                                               | Eduardo Rojo                                                           |                                                                        |      |
| 2009 | 2º Lugar                                                               | Especial                                                               | De vermelho e branco em busca do ouro negro                                                       | Comissão                                                               |                                                                        |      |
| 2010 | 2º Lugar                                                               | Especial                                                               | No Pulsar De Uma Emoção, Bate Forte Uma Paixão, Meu Coração É Vermelho!                           | Comissão                                                               | Henrique Pires                                                         |      |
| 2011 | Campeã                                                                 | Especial                                                               | Espelho, espelho meu, o reflexo da vaidade na avenida sou eu.                                     | Comissão                                                               | Henrique Pires                                                         |      |
| 2012 | Campeã                                                                 | Especial                                                               | Realidade ou Ilusão? 50 anos de uma paixão!                                                       | Chapecó                                                                | Henrique Pires                                                         |      |
| 2013 | Campeã                                                                 | Especial                                                               | 100 anos de alegria e saúde para o mundo, SAKATA paixão por semente                               | Chapecó                                                                | Henrique Pires                                                         |      |
| 2014 | Campeã                                                                 | Especial                                                               | A tentação da criatura, é refazer a criação, A redenção é na folia, levando aos céus meu pavilhão | Sidney França                                                          | Henrique Pires                                                         |      |
| 2015 | 2º Lugar                                                               | Especial                                                               | Brilho de Fogo, Chama da Vida...A Nove acende Velas e ilumina a Avenida                           | Sidney França                                                          | Henrique Pires                                                         |      |
| 2016 | Campeã                                                                 | Especial                                                               | Sem Você Não Vivo                                                                                 | Comissão                                                               | Henrique Pires                                                         |      |
| 2017 | 2º Lugar                                                               | Especial                                                               | Tatuagem marcada na pele                                                                          | Comissão                                                               | Henrique Pires                                                         |      |
| 2018 | Não desfilou                                                           | Não desfilou                                                           | Não desfilou                                                                                      | Não desfilou                                                           | Não desfilou                                                           |      |
| 2019 | Campeã                                                                 | Especial                                                               | Repolho, Taboão, berço do meu Samba                                                               | Comissão                                                               | Henrique Pires                                                         |      |
| 2020 | Campeã                                                                 | Especial                                                               | Sim! Nós Podemos                                                                                  | Comissão                                                               | Henrique Pires                                                         |      |
| 2021 | Os desfiles de Carnaval foram cancelados devido a pandemia de Covid-19 | Os desfiles de Carnaval foram cancelados devido a pandemia de Covid-19 | Os desfiles de Carnaval foram cancelados devido a pandemia de Covid-19                            | Os desfiles de Carnaval foram cancelados devido a pandemia de Covid-19 | Os desfiles de Carnaval foram cancelados devido a pandemia de Covid-19 |      |
| 2022 | Os desfiles de Carnaval foram cancelados devido a pandemia de Covid-19 | Os desfiles de Carnaval foram cancelados devido a pandemia de Covid-19 | Os desfiles de Carnaval foram cancelados devido a pandemia de Covid-19                            | Os desfiles de Carnaval foram cancelados devido a pandemia de Covid-19 | Os desfiles de Carnaval foram cancelados devido a pandemia de Covid-19 |      |
| 2023 | Campeã                                                                 | Especial                                                               | Nas asas da imaginação, a cura através dos tempos.                                                | Comissão                                                               | Henrique Pires                                                         |      |
| 2024 | Não desfilou                                                           | Não desfilou                                                           | Não desfilou                                                                                      | Não desfilou                                                           | Não desfilou                                                           |      |
| 2025 | 2º Lugar                                                               | Especial                                                               | Vermelho - A Cor do Poder ou O Poder da Cor?                                                      | Lucas Siqueira                                                         | Henrique Pires                                                         |      |

- Commons